# Marratxí
Marratxí è un comune spagnolo di 33 348 abitanti situato nella comunità autonoma delle Baleari, sull'isola di Maiorca.